# Бойенсдорф
Бойенсдорф (нем. Boiensdorf) — община в Германии, в земле Мекленбург-Передняя Померания.
Входит в состав района Северо-Западный Мекленбург. Подчиняется управлению Нойбург.  Население составляет 517 человек (на 31 декабря 2010 года). Занимает площадь 12,68 км².

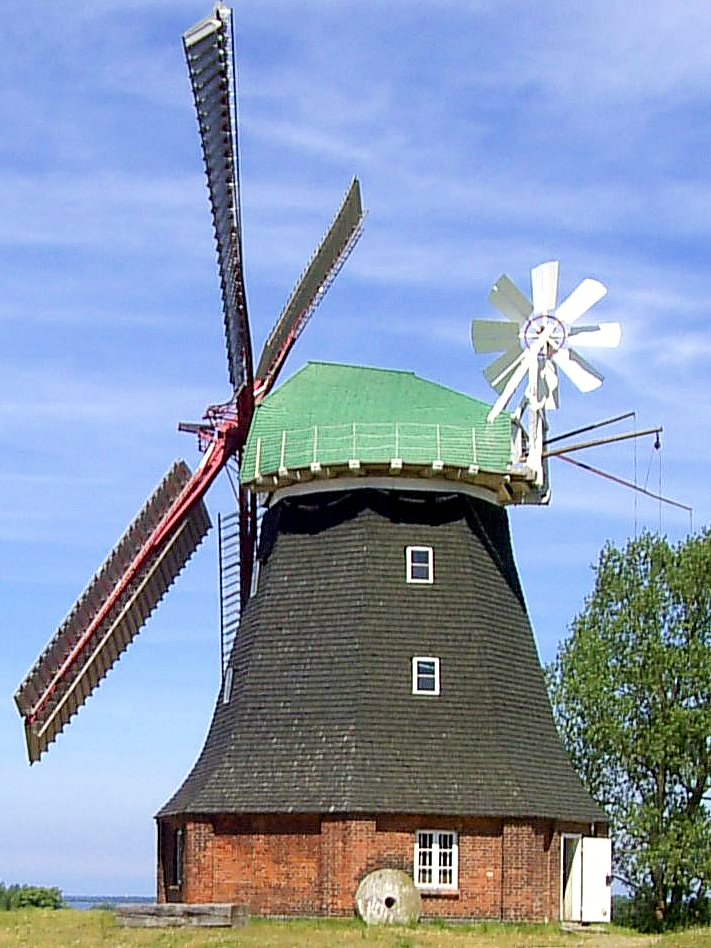
Бойенсдорф